# 格雷戈里·柯克伦
格雷戈里·柯克伦（英語：Gregory M. Cochran，1953年—）是一位美国人类学家和科普作家，犹他大学教授，主要研究人種与演化，科普作品有《一万年的爆发：文明如何加速人类进化》（The 10,000 Year Explosion: How Civilization Accelerated Human Evolution，与亨利·哈本丁合著，2009年出版）等。